# إجراءات مؤسسة ويكيميديا لعام 2022 على ويكيبيديا العربية والفارسية
كانت إجراءات مؤسسة ويكيميديا لعام 2022 ضد المستخدمين في منطقة الشرق الأوسط وشمال إفريقيا عبارة عن سلسلة من التدابير التي اتخذتها المؤسسة في 6 ديسمبر 2022 ضد ويكيبيديا العربية وويكيبيديا الفارسية، مما أدى إلى حظر 16 مستخدمًا، من بينهم سبعة إداريين في ويكيبيديا العربية. صرحت مؤسسة ويكيميديا أن مستخدمي ويكيبيديا كانوا متورطين في دعاية تضارب المصالح، بينما اتهمت منظمة حقوق الإنسان الديمقراطية للعالم العربي الآن مستخدمي ويكيبيديا بالخضوع لسيطرة حكومة السعودية، وكان الإجراء مرتبطًا بالحكم على اثنين من مستخدمي ويكيبيديا العرب بسجن أحدهما 32 عامًا والآخر 8 سنوات في السعودية في عام 2020.

## الخلفية
في سبتمبر/أيلول 2020، اعتقلت الحكومة السعودية كلاً من أسامة خالد وزياد السفياني، الإداريين السابقين في موقع ويكيبيديا العربية، في نفس اليوم، ووجهت إليهما اتهامات بـ «الهيمنة على الرأي العام» و«انتهاك الآداب العامة». وأصدرت المحكمة الجزائية المتخصصة في المملكة لمحاكمة المعتقلين السياسيين أحكامًا بالسجن بحق خالد والسفياني. حُكم على السفياني بالسجن لمدة 8 سنوات، بينما حُكم على خالد بالسجن لمدة 5 سنوات، ونُقل كلاهما إلى سجن الحائر بالرياض. وفي سبتمبر/أيلول 2022، قضت المحكمة الجزائية المتخصصة بزيادة عقوبة خالد إلى 32 عاماً بنفس التهم.

## الإجراءات
في 6 ديسمبر 2022،كشفت مؤسسة ويكيميديا عن نتائج تحقيق داخلي بدأ في يناير 2022، وأسفر عن حظر 16 مستخدمًا بشكل شامل بسبب الاشتباه في تورطهم في «تعديل تضارب المصالح». وذكرت مؤسسة ويكيميديا: «لتحقيق كشف عن وجود عدد من المستخدمين تربطهم علاقات وثيقة بأطراف خارجية، وكانوا يقومون بتحرير المنصة بطريقة منسقة لخدمة مصالح تلك الأطراف». في بيانها الصادر في 9 يناير 2023، نفت مؤسسة ويكيميديا أن يكون جميع المستخدمين الستة عشر المحظورين من المملكة العربية السعودية، لكنها لم تكشف عن أي معلومات أخرى حول نتائج التحقيق أو طبيعة «تعديل تضارب المصالح». وأضافت مؤسسة ويكيميديا أنه قبل إطلاق تحقيقاتها في يناير 2022، كانت هناك شكوك حول وجود تضارب في المصالح في تحرير مشاريع ويكيبيديا في منطقة الشرق الأوسط وشمال إفريقيا.
من بين المستخدمين الستة عشر الذين حظرتهم مؤسسة ويكيميديا، هناك تسعة على الأقل من المملكة العربية السعودية، من بينهم سبعة إداريين (مسؤولين) في ويكيبيديا العربية، وهم جميعاً من مواطني تلك الدولة. بالإضافة إلى ذلك، هناك مستخدم واحد من دولة الكويت، لكنه يُركز بشكل أساسي على تحرير المقالات المتعلقة بالمملكة العربية السعودية. عشرة مستخدمين محظورين يقومون بالتعديل بشكل رئيسي على ويكيبيديا العربية، وثلاثة مستخدمين محظورين يقومون بالتعديل بشكل رئيسي على ويكيبيديا الفارسية، وثلاثة مستخدمين محظورين يقومون بالتعديل على ويكيبيديا الفارسية والعربية. تجدر الإشارة إلى أن جميع الإداريين الذين كانوا يقيمون في المملكة العربية السعودية قد حظرهم من قبل مؤسسة ويكيميديا.
اتهمت منظمات حقوق الإنسان المستخدمين الستة عشر المحظورين من ويكيبيديا بالعمل، أو الإجبار على العمل، كعملاء للحكومة السعودية، وذلك من خلال «الترويج لمحتوى إيجابي حول الحكومة وإزالة المحتوى المنتقد لها». [بحاجة لمصدر] وتضمنت تعديلاتهم تخفيف لهجة مقتل جمال خاشقجي، ومدخلاً يروج لصندوق الاستثمارات العامة، وملفًا لوزير الحكومة فيصل الإبراهيم، ومدخلاً عن مشروع ولي العهد الأمير محمد بن سلمان « ذا لاين »، ومدخلاً عن الاستيلاء على السفينة الإيرانية اليونانية في عام 2022. من جانبها، قالت مؤسسة ويكيميديا إنه «من غير المرجح أن يكون هذا هو الحال» و«هناك أخطاء جوهرية في البيان الوارد من داون/سمكس» ولم تجد أي دليل على الاختراق، حيث كتبت أنه «لم يخلص تحقيقنا إلى أن الحكومة السعودية (اخترقت) ويكيبيديا وأثرت على المستخدمين".»، مضيفة أن بعض المستخدمين المحظورين «ربما كانوا سعوديين».

## ردود الفعل
يرى محمد نجم أن «اختراق ويكيبيديا هو مثال آخر على الجهود المستمرة التي تبذلها الحكومة السعودية للسيطرة على المعلومات عبر الإنترنت وإنتاج المعرفة في منطقتنا». وقالت ناشطة أخرى في مجال حقوق الإنسان، سارة ليا ويتسون: «إن المنظمات والشركات الدولية التي تعتقد أن الشركات التابعة لها يمكنها العمل بأمان وبشكل مستقل عن سيطرة الحكومة السعودية غير مسؤولة إلى حد كبير».
كتب سعد الفقيه « اختراق ويكيبيديا فكرة خبيثة يستبعد أن تكون من خيال ابن سلمان وفريقه الأغبياء. مجازفة حمقاء نحمد الله أنها كشفت وانقلبت عليه. التدخل في هذه المنصات المحايدة يتفق على تجريمها العالم كله. هذه المنصة لها نظام يشبه القانون الدبلوماسي ويحترم العالم كله حياديتها مثلما يحترم السفارات»
كتبت منظمة العفو الدولية « الأخبار حول توظيف #السعودية لمحررين متطوعين لموقع ويكيبيديا للتحكم في المعلومات الواردة عن البلاد هي تذكير جديد بالمدى الذي يمكن أن تذهب إليه السعودية بغية إسكات الآراء النقدية.»
أثار قرار مؤسسة ويكيميديا بحظر 16 مستخدمًا، بمن فيهم سبعة إداريين من ويكيبيديا العربية، ردود فعل غاضبة واستياءً واسعًا في أوساط المجتمع الويكيبيدي الناطق باللغة العربية. وقد عبر هذا المجتمع عن غضبه ودعا المؤسسة إلى اتخاذ خطوات جادة نحو تعزيز الشفافية في إجراءاتها، وإرساء نموذج تشاركي حقيقي يُمكن المجتمع من تحمل المسؤولية والمساهمة في إدارة المنصة.